# Шильда (Оренбургская область)
Ши́льда — посёлок (1971 по 1999 г. — рабочий посёлок) в Адамовском районе Оренбургской области, центр Шильдинского поссовета.

## География
Находится в восточной части региона, в подзоне типчаково-ковыльных степей, на р. Берёзовая.
Климат
Климат характеризуется как резко континентальный с морозной зимой и жарким летом. Среднегодовая температура воздуха составляет 1,5 °C . Абсолютный максимум температуры воздуха составляет 42 °C; абсолютный минимум — −42 °C. Среднегодовое количество атмосферных осадков составляет 280—330 мм. При этом около 75 % осадков выпадает в тёплый период. Снежный покров держится в среднем около 152 дней в году.

## История
Указом Президиума ВС РСФСР населенные пункты Шильда Новая и Шильда Старая Адамовского района объединены в один населенный пункт, который отнесен к категории рабочих поселков, с присвоением ему наименования рабочий поселок Шильда.
В 1999 годы рабочий поселок Шильда переведен в сельский населенный пункт.

## Население
| 1989 | 2010  |
| ---- | ----- |
| 2865 | ↘2184 |

Национальный состав
Согласно результатам переписи 2002 года, в национальной структуре населения
русские составляли 65 % из 2627 чел..

## Экономика
В Шильде расположен один из двух элеваторов Адамовского района (находится под управлением ОАО «Шильдинский элеватор»). ЗАО «Шильдинское» — один из четырёх производителей семян в Адамовском районе.

## Транспорт
Проходит автодорога 53К-4301000 «Оренбург — Челябинск"
В посёлке находится железнодорожная станция Шильда (на линии Орск — Карталы). До начала 1990-х годов от станции Шильда ответвлялась узкоколейная железная дорога до станции Совхоз-Озёрный.